# Smíchovský potok
Smíchovský potok je pravostranným přítokem Štítarského potoka, který se vlévá do Mrliny. Potok pramení v přírodní památce Žlunické polesí a vlévá se do Štítarského potoka nedaleko Svídnice. Plocha povodí činí 101,8 km².

## Popis toku
Smíchovský potok pramení v lesích jižně od Slavhostic a západně od Žlunic v okrese Jičín. Teče západním směrem. Protéká dvěma rybníky a za silnicí číslo II/328 se vlévá do rybníka Smíchov. Ten napájí celkem 4 potůčky z různých směrů. Rybník Smíchov je od roku 1990 přírodní památkou. Ze Smíchova pokračuje potok jihovýchodním směrem opět pod silnici II/328, kde se stýká s jedním pravostranným přítokem a následně levostranným přítokem ze Žlunického polesí.
Teče západní části obce Chroustov, kde se do něj zleva vlévá potok Piterák. Smíchovský potok zde napájí rybník Návesník a pokračuje k jihu ve směru Dvořiště, kde napájí další rybník. Pod rybníkem je jeden levostranný a později pravostranný potok. Zde se též pomaličku stáčí k jihozápadu a teče podél silnice Dvořiště-Dubečno. V místě přimknutí k cestě, následuje levostranný krátký přítok, a po odpoutání se od asfaltky dva krátké pravostranné přítoky.
Za silnicí II/328 začíná meandrovat a pod vsí Dubečno protéká dvěma rybníky. Postupně nabírá západní směr. Nedaleko letiště Kněžice u Jičína se do něj vlévá jeden potok zleva, poté Dubečský potok zprava a v místě, kde se začne stáčet severozápadním směrem zleva potok Potěšický. Tímto směrem teče k Chotěšicům, kde ještě obkrouží dva velké meandry. Před Chotěšicemi je napájen zprava Židovskou svodnicí. V této části je do něj zaústěna řada potoků, které s ním obkružují pobřežní nivu. Jeden zprava a dva zleva (jeden nazvaný Slatinka); západně od Chotěšic ještě jeden krátký zprava.
Poté, co překoná silnici I/32 vtéká do velkého rybníka nazvaného Bílek, který se nachází na severním okraji vsi Nouzov. Pod Bílkem pokračuje na jih, aby přijmul zleva poměrně silný tok potoka Záhornického a později zprava potok Střible. V hlubokých lesích pod Nouzovem opět meandruje a vytváří travnatou nivu, plnou mokřadů a jednoho slepého ramene. Vtéká do dalšího velkého rybníka nazvaného Komárovský. Ten je napájen dvěma přítoky z obou stran.
Hráz Komárovského rybníka je orientována západně, potok se pomalu stáčí k jihu. Jsou zde dva drobné přítoky zprava. Poté, co se otočí úplně na jih se vlévá severozápadně u vlakové zastávky Svídnice - pod železničním a silničním mostem do Štítarského potoka v nadmořské výšce 195 m.